# شركة استثمار
شركة الاستثمار هي مؤسسة مالية تعمل بشكل أساسي في الاستثمار في الأوراق المالية. تخضع هذه الشركات في الولايات المتحدة لتنظيم هيئة الأوراق المالية والبورصات الأمريكية ويجب أن تكون مسجلة بموجب قانون شركات الاستثمار لعام 1940. تستثمر شركات الاستثمار الأموال نيابة عن عملائها الذين، في المقابل، يشاركون في الأرباح والخسائر.
تم تصميم شركات الاستثمار للاستثمار طويل الأجل، وليس للتداول قصير الأجل . ولا تشمل شركات الاستثمار شركات الوساطة أو شركات التأمين أو البنوك.
في قانون الأوراق المالية بالولايات المتحدة ، هناك ثلاثة أنواع على الأقل من شركات الاستثمار: 
- شركات الاستثمار الإداري المفتوح ( الصناديق المشتركة )
- شهادات مبلغ الوجه للشركات: نادر جدا.
- شركات الإدارة
- شركات الاستثمار الإداري المغلقة (الصناديق المغلقة )
- UITs ( صناديق استثمار الوحدة ): إصدار وحدات قابلة للاسترداد فقط.

بشكل عام، يجب على كل من هذه الشركات الاستثمارية التسجيل بموجب قانون الأوراق المالية لعام 1933 وقانون شركات الاستثمار لعام 1940.  نوع رابع وأقل شهرة من شركات الاستثمار بموجب قانون شركة الاستثمار لعام 1940 هو شركة شهادة المبلغ الوجهي . وهو من الأنواع الرئيسية للشركات التي لا يغطيها قانون شركات الاستثمار الخاصة، وهو ببساطة نوع من الشركات الخاصة التي تقوم باستثمارات في الأسهم أو السندات، ولكنها تقتصر على أقل من 250 مستثمرًا ولا تخضع لرقابة هيئة الأوراق المالية والبورصات.  غالبًا ما تتكون هذه الصناديق من مستثمرين أثرياء جدًا.